# Kerstin Förster
Kerstin Förster (ur. 9 listopada 1965 w Chociebużu) – niemiecka wioślarka. Złota medalistka olimpijska z Seulu.
Reprezentowała Niemiecką Republiką Demokratyczną. Zawody w 1988 były jej jedynymi igrzyskami olimpijskimi. Po medal sięgnęła w czwórce podwójnej, osadę tworzyły ponadto Kristina Mundt, Beate Schramm i Jana Sorgers. W 1986 i 1987 zdobyła złoty medal mistrzostw świata w tej konkurencji, w 1983 sięgnęła po srebro w czwórce podwójnej ze sternika. Jej mąż Olaf też był medalistą olimpijskim.